# Wormaldia copiosa
Wormaldia copiosa là một loài Trichoptera trong họ Philopotamidae. Chúng phân bố ở miền Cổ bắc.